# Escuela de arte de Bengala

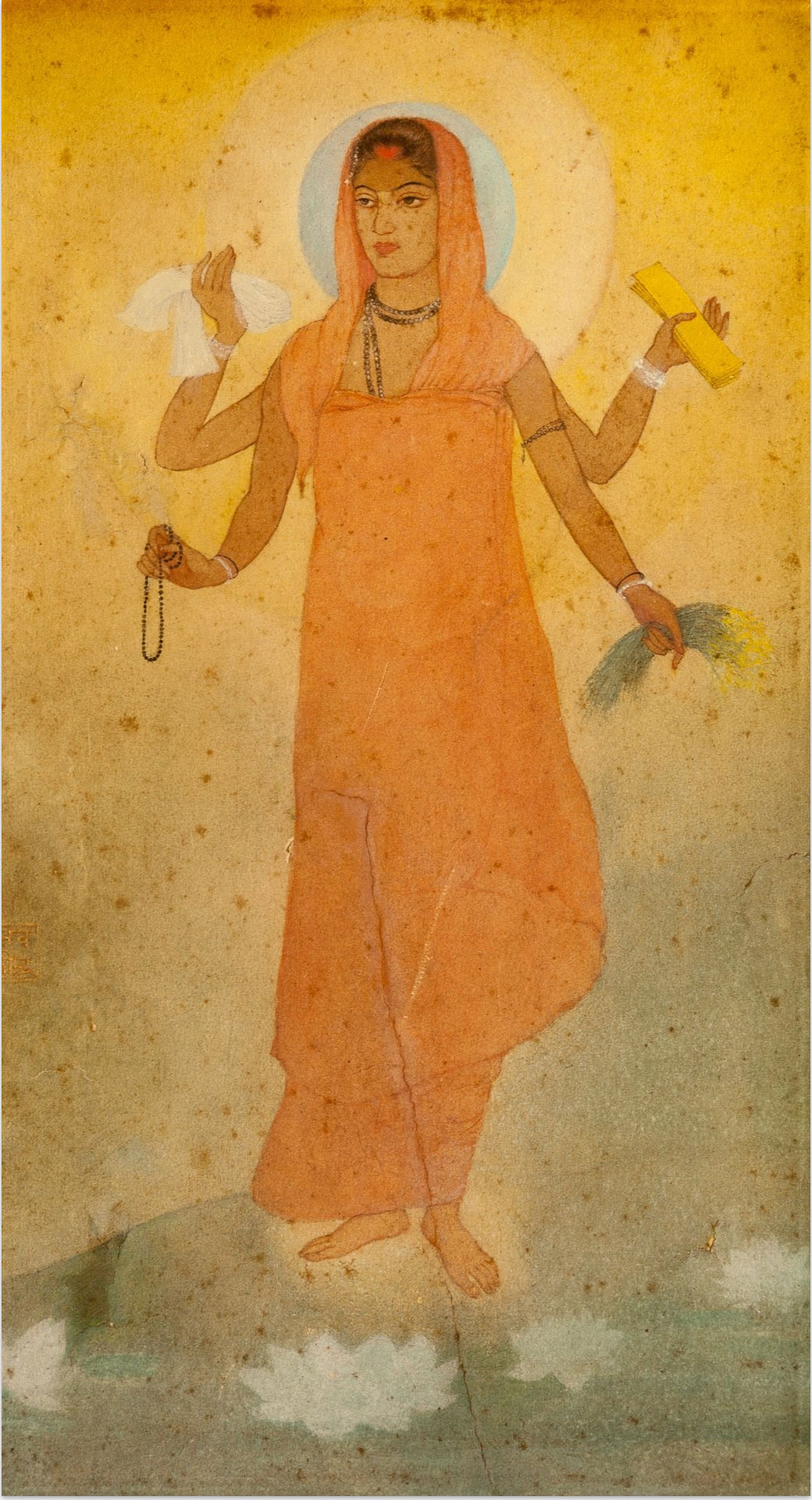
'Bharat Mata' de Abanindranath Tagore (1871-1951), un sobrino del poeta Rabindranath Tagore, y pionero del movimiento.

La Escuela de Arte de Bengala comúnmente conocida como Escuela de Bengala, fue un movimiento artístico y un estilo de pintura india que se originó en Bengala, principalmente Calcuta y Shantiniketan, y floreció en todo el subcontinente indio, durante el Raj británico a principios del siglo XX. También conocida como 'estilo de pintura indio' en sus primeros días, se asoció con el nacionalismo indio (swadeshi) y fue dirigida por Abanindranath Tagore (1871-1951), pero también fue promovida y apoyada por administradores de arte británicos como EB Havell, director del Government College of Art and Craft, de Calcuta desde 1896; eventualmente condujo al desarrollo de la pintura india moderna.
La escuela de Bengala surgió como un movimiento de vanguardia y nacionalista que reaccionaba contra los estilos de arte académico promovidos anteriormente en la India, tanto por artistas indios como Raja Ravi Varma como en las escuelas de arte británicas. Siguiendo la influencia de las ideas espirituales indias en Occidente, el profesor de arte británico Ernest Binfield Havell intentó reformar los métodos de enseñanza en la Escuela de Arte de Calcuta animando a los estudiantes a imitar miniaturas mogolas. Esto generó controversia, lo que provocó una huelga de estudiantes y quejas de la prensa local, incluso de los nacionalistas que lo consideraron una medida regresiva. Havell contó con el apoyo del artista Abanindranath Tagore, sobrino del poeta Rabindranath Tagore. Tagore pintó una serie de obras influenciadas por el arte mogol, un estilo que él y Havell creían que expresaba las distintas cualidades espirituales de la India, en oposición al "materialismo" de Occidente. La pintura más conocida de Tagore, Bharat Mata (Madre India), representaba a una mujer joven, retratada con cuatro brazos a la manera de las deidades hindúes, sosteniendo objetos simbólicos de las aspiraciones nacionales de la India. Más tarde, Tagore intentó desarrollar vínculos con artistas japoneses como parte de la aspiración de construir un modelo de arte panasiático. A través de las pinturas de 'Bharat Mata', Abanindranath estableció el patrón del patriotismo. Los pintores y artistas de la escuela de Bengala fueron Nandalal Bose, MAR Chughtai, Sunayani Devi (hermana de Abanindranath Tagore), Manishi Dey, Mukul Dey, Kalipada Ghoshal, Asit Kumar Haldar, Sudhir Khastgir, Kshitindranath Majumdar, Sughra Rababi.
La influencia de la escuela de Bengala en la India declinó con la difusión de las ideas modernistas en la década de 1920. A partir de 2012, ha habido un aumento en el interés por la escuela de arte de Bengala entre académicos y connoiseurs.
Bimal Sil fue contemporáneo de Abanindernath Tagore. Pintó con acuarelas. Sus pinturas se encuentran únicamente en colecciones privadas.

## Legado
Bengala continúa produciendo algunos de los mejores artistas de la India moderna. Hay un departamento en el Colegio de Artes del Gobierno que ha estado capacitando a los estudiantes en el estilo tradicional de témpera y pintura al aguada durante casi un siglo. Estos estudiantes llevan el legado de los artistas de la Escuela de Bengala, quienes, inicialmente, eran un grupo de artistas, siguiendo el estilo de Abanindranath y compartiendo su visión estética. Entre ellos, Dhirendranath Brahma es la leyenda viviente de la Escuela de Arte de Bengala. Él es un maestro de la caligrafía y tiene innumerables estudiantes que continúan la tradición de la escuela de pintura de Bengala. Entre los otros artistas de renombre de este estilo de pintura se encuentran Amit Sarkar, Ajoy Ghosh, Sankarlal Aich, Amal Chaklader, Narendranath De Sarkar, Sukti Subhra Pradhan y Ratan Acharya.Jogen Chowdhury , Mrinal Kanti Das, Gopal Sanyal, Ganesh Pyne , Manishi Dey, Shanu Lahiri , Ganesh Haloi Jahar Dasgupta, Samir Aich, Bikash Bhattacharjee, Sudip Roy, Ramananda Bandopadhyay y Devajyoti Ray. Sanat Chatterjee fue uno de los últimos pioneros de la Escuela de arte de Bengala. Estudió con Asit Kumar Haldar durante unos quince años.